# Jurij Vasziljevics Gavrilov
Jurij Vasziljevics Gavrilov (oroszul: Юрий Васильевич Гаврилов; Szetuny, 1953. május 3. –) orosz labdarúgóedző, korábban szovjet válogatott labdarúgó.

## Pályafutása

### Klubcsapatban
Az Iszkra Moszkvában kezdett futballozni 7 évesen. 1972-ben a Gyinamo Moszkva igazolta le, ahol 1977-ig játszott. Pályafutása nagy részét a Szpartak Moszkvban töltötte. 1977 és 1985 között 280 mérkőzésen 89 alkalommal volt eredményes. 1983-ban szovjet gólkirályi címet szerzett. A későbbiekben játszott még többek között a Dnyipro, a Lokomotyiv Moszkva, a finn Porin Pallotoverit és a Szaturn Ramenszkoje csapataiban is.

### A válogatottban
1978 és 1985 között 46 alkalommal szerepelt a szovjet válogatottban és 10 gólt szerzett. Tagja volt az 1980. évi nyári olimpiai játékokon bronzérmet nyerő válogatottnak. Részt vett az 1982-es világbajnokságon.

### Edzőként
2001-ben a Kongói Demokratikus Köztársaság válogatottját irányította szövetségi kapitányként. 

## Sikerei, díjai
Gyinamo Moszkva
- Szovjet bajnok (1): 1976 tavasz
- Szovjet kupa (1): 1970

Szpartak Moszkva
- Szovjet bajnok (1): 1979

Szovjetunió
- Olimpiai bronzérmes (1): 1980

## Külső hivatkozások
- Jurij Gavrilov adatlapja a National-Football-Teams.com oldalon (angolul)

- Jurij Gavrilov. eu-football.info
- Jurij Gavrilov (orosz nyelven). rusteam.permian.ru
- Jurij Vasziljevics Gavrilov profilja az Olympedia oldalán (angolul)

1. ↑  Футбол-84, 44